# Sören Grahn
Sören Per-Åke Grahn (* 26. Dezember 1962 in Nor, Karlstad) ist ein schwedischer Curler.
Sein internationales Debüt hatte Grahn bei der Juniorenweltmeisterschaft 1979 in Moose Jaw, er blieb aber ohne Medaille. 1982 gewann er in Fredericton die Goldmedaille und wurde Juniorenweltmeister.
Grahn war Ersatzspieler der schwedischen Mannschaft bei den XV. Olympischen Winterspielen 1988 in Calgary im Curling. Die Mannschaft von Skip Dan-Ola Eriksson belegte den fünften Platz.

## Erfolge
- Juniorenweltmeister 1982